# Napoleon Murphy Brock
Pour les articles homonymes, voir Brock.
Napoleon Murphy Brock (né le 23 avril 1943) est un chanteur, saxophoniste et flûtiste américain. Il est plus particulièrement connu pour sa collaboration avec le musicien Frank Zappa avec lequel il travaille à partir de 1973. Il joue en compagnie d'un des plus fameux groupes de Zappa : George Duke, Ruth Underwood, Tom Fowler et Chester Thompson sur les disques : Apostrophe ('), Roxy & Elsewhere, One Size Fits All et Bongo Fury.  En 2006, il participe avec le fils aîné de Zappa, Dweezil Zappa, à une tournée intitulée Zappa Plays Zappa. Son album le plus récent, Balls, date de 2003. Cette même année, il participe à l'enregistrement du disque The Grandmothers & The Chamber Orchestra Of Invention – A Grandmothers Night At The Gewandhaus, en commémoration de Frank Zappa. 

## Discographie
- 1974 Frank Zappa : Apostrophe (')
- 1974 Frank Zappa : Roxy & Elsewhere
- 1975 Frank Zappa : One Size Fits All (saxophone, flute, voix)
- 1975 Frank Zappa : Bongo Fury
- 1975 Various artists : The Works
- 1976 George Duke : Liberated Fantasies
- 1976 Frank Zappa : Zoot Allures
- 1978 White, Michael [violon] : X Factor
- 1979 Dee Dee Bridgewater, Bad For Me (voix)
- 1979 George Duke : Follow That Rainbow (voix)
- 1979 Frank Zappa : Sleep Dirt (saxophone)
- 1979 Frank Zappa : Sheik Yerbouti (voix)
- 1979 George Duke : Master of The Game (voix)
- 1984 Frank Zappa : Them or Us (guitare, saxophone, harmonies vocales)
- 1984 Frank Zappa : Thing-Fish
- 1986 Frank Zappa : Apostrophe/Over:Nite Sensation
- 1988 Frank Zappa : You Can't Do That on Stage Anymore (sampler)
- 1988 Frank Zappa : You Can't Do That on Stage Anymore, Vol. 1
- 1988 Frank Zappa : You Can't Do That on Stage Anymore, Vol. 2
- 1989 Frank Zappa : You Can't Do That on Stage Anymore, Vol. 3
- 1991 Frank Zappa : Unmitigated Audacity
- 1991 Frank Zappa : You Can't Do That on Stage Anymore, Vol. 4
- 1991 George Duke : Don't Let Go (voix)
- 1991 Frank Zappa : You Can't Do That on Stage Anymore, Vol. 6
- 1993 George Duke : Three Originals (voix)
- 1995 Frank Zappa : Strictly Commercial
- 1996 George Duke : greatest hits (vocals)
- 1996 George Duke : Best Of George Duke (voix)
- 1996 Supernatural fairy tales : The Progr (voix)
- 1996 Frank Zappa : Frank Zappa plays the music of Frank Zappa
- 1997 Frank Zappa : Have I Offended Someone?
- 1998 Frank Zappa : Cheap Thrills
- 1999 Frank Zappa : Son of Cheep Thrills
- 1999 Captain Beefheart : The Dust Blows Forward

Napoleon Murphy Brock est présent sur plusieurs albums de la série live en 6 doubles volumes You Can't Do That On Stage Anymore, et particulièrement sur le Volume 2, entièrement  constitué d'un concert donné à Helsinki en septembre 1974.